# Havregryn
Havregryn er valset, hel havre. Produktet blev oprindeligt fremstillet til at lave havregrød af, men efter dansk tradition foretrækker mange at spise rå havregryn med mælk og ofte enten med sukker eller rosiner.
Efter at man omkring år 1900 begyndte at valse havregryn, blev havregrød populær som morgenmad. Før den tid var havre i flere hundrede år blevet anvendt som hestefoder.
Havre har et højt fedtindhold i forhold til andre kornsorter, og det kræver en særlig behandling for at undgå, at fedtstoffet bliver harskt på havregrynenes vej til forbrugeren. Havren dampkoges derfor længe, før den tørres, genopvarmes og valses. Denne proces må formodes at beskadige visse næringsstoffer, men havregryn regnes fortsat for et sundt og mættende, fiberrigt fødemiddel.
Havregryn bruges også til havregrynskugler.